# ناونبای
ناونبای (به انگلیسی: Navenby) یک روستا و محله مدنی در بریتانیا است که در North Kesteven واقع شده‌است. ناونبای ۲٬۱۲۸ نفر جمعیت دارد.